# كارستن بوش
كارستن بوش (بالألمانية: Carsten Busch)‏ (7 أغسطس 1980 في ألمانيا - ) هو لاعب كرة قدم ألماني (وحمل سابقاً جنسية ألمانيا الشرقية) في مركز حراسة المرمى. لعب مع دينامو برلين وهانزا روستوك ويونيون برلين وFSV 63 Luckenwalde ‏ وSV Babelsberg 03 ‏.

## وصلات خارجية
- كارستن بوش على موقع قاعدة بيانات كرة القدم.إي يو (الإنجليزية)
- كارستن بوش على موقع بيانات كرة القدم. دي إي (الألمانية)
- كارستن بوش على موقع عالم كرة القدم.نت (الإنجليزية)